# Bãi Nam
Bãi (cạn) Nam là một bãi cạn/bãi ngầm thuộc cụm Bình Nguyên của quần đảo Trường Sa. Bãi này nằm về phía nam đá Gò Già. Nằm ở đầu phía đông bắc của cụm bãi cạn Nam có một rạn san hô là đá Chà Và, và ở phần tây nam của bãi này là một rạn san hô khác là đá Tây Nam.. Ngoài ra còn có bãi Hải Yến về phía đông bắc của đá Chà Và.
Bãi Nam là đối tượng tranh chấp giữa Việt Nam, Đài Loan, Philippines và Trung Quốc. Hiện chưa rõ nước nào thực sự kiểm soát bãi này.
- Tên gọi: bãi (cạn) Nam; tiếng Anh: Southern Bank; tiếng Filipino: Katimugan; tiếng Trung: 南方浅滩; bính âm: Nánfāng qiǎntān; Hán-Việt: Nam Phương thiển than.
- Đặc điểm: bãi Nam có chiều dài tính theo trục đông bắc-tây nam là 30 hải lý (55,6 km), chiều rộng là 16 hải lý (29,6 km) và diện tích lên đến 1.030 km². Bãi sâu từ 13 đến 84 m.[3]

## Hình ảnh
| đá Tây Nam đá Chà Và Ảnh vệ tinh chụp cụm Bãi Nam (Southern Bank). |